# 아카마타와 쿠로마타
아카마타(アカマタ)와 쿠로마타(クロマタ)는 오키나와현 야에야마 제도에서 음력 5월-6월에 행하는 풍년제에 등장하는 내방신이다.
이리오모테섬 동부의 코미(古見)라는 곳을 발상지로 하며, 그 밖에 고하마섬, 아라구스쿠섬의 상지도, 이시가키섬에도 전승된다. 고하마섬과 아라구스쿠섬에는 이리오모테섬으로부터 직접 전해졌고, 고하마섬에서 이시가키섬으로 이주하면서 또한 전해졌다고 한다. 지금은 폐촌이 되어 버린 이리오모테섬 북부나 아라구스쿠섬 하지도에서도 과거에 볼 수 있었다고 한다.
이리오모테섬에서는 아카마타・쿠로마타・시로마타(シロマタ)까지 3신위가 있고, 다른 곳에서는 아카마타・쿠로마타의 2신위가 나타난다. 아카마타와 쿠로마타라는 이름은 “붉은 얼굴”이라는 뜻의 아카우무티(アカウムティ), “검은 얼굴”이라는 뜻의 쿠루우무티(クルウムティ)에서 유래했다고 한다.
아카마타・쿠로마타의 내방행사는 주민들 중에서도 자격을 가진 자들에게만 제한되는 것으로서, 다른 사람에게는 일부밖에 공개되지 않아 비제(秘祭)로 여겨진다. 1968년(쇼와 43년)에는 하테루마섬 사람이 아라구스쿠섬 상지도의 풍년제를 구경하러 갔다가 주민들에게 집단폭행을 당하는 일도 있었다. 사진・영상 촬영이나 발설도 금기시되고 있다.